# コロンバス (戦列艦)

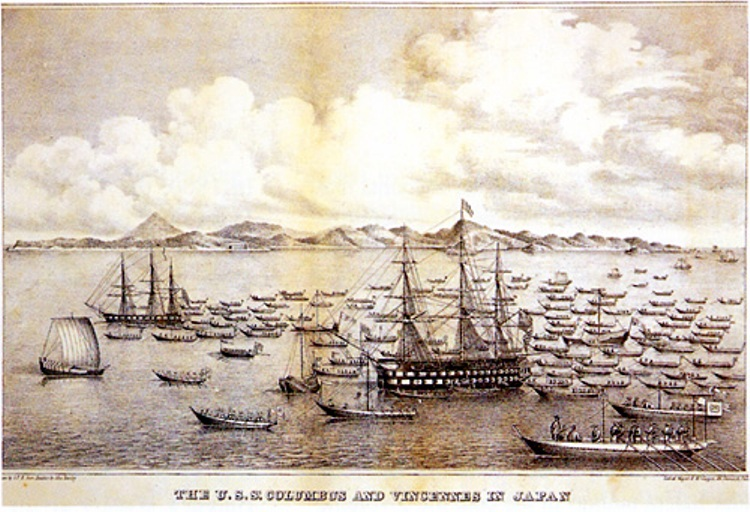
浦賀におけるコロンバスとヴィンセンス

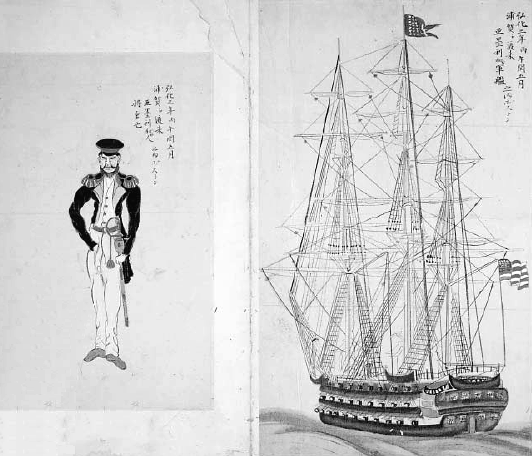
日本人が描いたコロンバス号と米国水兵

コロンバス (USS Columbus) は、砲74門搭載のアメリカ海軍の戦列艦。その名を持つ艦としては2隻目。1846年にはジェームズ・ビドル代将の旗艦としてペリーに先行して浦賀に来航し日本に通商の要求をしたが成功しなかった。

## 艦歴
コロンバスは1819年3月1日、ワシントン海軍工廠で進水し、同年9月7日に就役した。
1820年4月28日、バージニア州ノーフォークを出港し、地中海においてウィリアム・ベインブリッジ代将の旗艦を勤め、1821年7月23日にボストンに戻った。1833年以降は新兵収容艦として、復帰可能状態のままボストンに係留された。1842年8月29日、チャールズ・モーガン（Charles W. Morgan）代将の旗艦として、再び地中海に派遣された。1843年2月24日には、イタリアのジェノアを出港しブラジルのリオデジャネイロに向かい、7月29日にダニエル・ターナー（Daniel Turner）代将のブラジル艦隊（Brazil Squadron）の旗艦となった。1844年5月24日、修理のためにニューヨークに戻っている。
東インド艦隊司令官ジェームズ・ビドル代将の乗艦後、1845年6月4日にコロンバスは広州に向かい、同年12月31日、ビドルは米国と中国（清）との最初の通商条約の批准書を交換した。コロンバスは1846年4月まで広州に留まり、その後日本との通商交渉を試みた。コロンバスは僚艦ビンセンスと共に、7月19日に浦賀に来航した。浦賀を選んだのは、長崎ではオランダと問題が出る可能性があり、首都である江戸から離れすぎていると考えたためである。しかし、条約の締結は浦賀奉行に拒否された。ビドルには、「辛抱強く、敵愾心や米国への不信感を煽ること無く」交渉することが求められていたため、数日の滞在で浦賀から退去し、日本との条約締結の目的は果たせなかった。
その後コロンバスは太平洋を横断し、12月にはチリのバルパライソに到着した。米墨戦争の勃発に伴い、翌1847年3月2日にはカリフォルニアのモントレー沖に移動した。しかしながら、西海岸で行動するにはコロンバスは巨大に過ぎ、このため7月25日にはサンフランシスコを出港してノーフォークに向かい、1848年3月3日に到着した。
ノーフォーク海軍工廠において、コロンバスは復帰可能状態で係留されていた。南北戦争の勃発に伴い、バージニア州が南軍に参加する可能性が高まったため、1861年4月20日コロンバスは自沈し南軍の手にわたるのを防いだ。